# جون باكسون
جون باكسون (بالإنجليزية: John Paxson)‏ مواليد 29 سبتمبر 1960 في دايتون، هو لاعب كرة سلة أمريكي أصبح مدرباً بدأ مسيرته الاحترافية في سنة 1983. يبلغ طوله 6 قدم 2 بوصة (1.9 م). اعتزل اللعب في 1994.

## فرق لعب لها
- سان أنطونيو سبرز
- شيكاغو بولز

## روابط خارجية
- جون باكسون على موقع IMDb (الإنجليزية)
- جون باكسون على موقع إن بي أي (الإنجليزية)
- جون باكسون على موقع سبورتس رفرنس (الإنجليزية)
- جون باكسون على موقع كرة السلة الأوروبية.كوم (الإنجليزية)
- جون باكسون على موقع كلية كرة السلة في سبورتس رفرنس.كوم (الإنجليزية)
- جون باكسون على موقع ريلجم (الإنجليزية)
- جون باكسون على موقع بروبوليرز (الإنجليزية)
- جون باكسون على موقع سبورتس رفرنس (الإنجليزية)